# Třída A (1929)
Třída A byla třída torpédoborců sloužících v Royal Navy v období druhé světové války. Celkem bylo postaveno 10 jednotek této třídy, z toho osm pro britské námořnictvo a dva pro Kanadské námořnictvo. Za světové války bylo ztraceno šest torpédoborců této třídy. Dále byla postavena větší a silněji vyzbrojená vůdčí loď této třídy HMS Codrington. Rovněž tento torpédoborec byl za války potopen.

## Pozadí vzniku
V letech 1927–1931 bylo postaveno celkem 10 torpédoborců třídy A. Osm sériových jednotek pro britské námořnictvo doplnila vůdčí loď Codrington. Pro kanadské námořnictvo byly navíc postaveny torpédoborce Skeena a Saguenay.
Jednotky třídy A:
| Jméno            | Loděnice                   | Založení kýlu   | Spuštění na vodu  | Přijetí do služby | Status                                                                                         |
| ---------------- | -------------------------- | --------------- | ----------------- | ----------------- | ---------------------------------------------------------------------------------------------- |
| Codrington (D65) | Swan Hunter                | 20. června 1928 | 7. srpna 1929     | 4. června 1930    | Vůdčí loď třídy A. Dne 27. července 1940 plavidlo v Doveru potopily německé bombardéry.        |
| Acasta (H09)     | John Brown                 | srpen 1928      | 8. srpna 1929     | únor 1930         | Dne 8. června 1940 potopen poblíž Norska německými bitevními křižníky Scharnhorst a Gneisenau. |
| Achates (H12)    | John Brown                 | září 1928       | 4. října 1929     | březen 1930       | Dne 31. prosince 1942 potopen v Barentsově moři těžkými křižníky Admiral Hipper a Lützow.      |
| Acheron (H45)    | Thornycroft                | říjen 1928      | 18. března 1930   | říjen 1931        | Dne 17. prosince 1940 se potopil na mině.                                                      |
| Active (H14)     | Hawthorn Leslie            | červenec 1928   | 9. července 1929  | únor 1930         | Prodán do šrotu 1947.                                                                          |
| Antelope (H36)   | Hawthorn Leslie            | červenec 1928   | 27. července 1929 | březen 1930       | Prodán do šrotu 1946.                                                                          |
| Anthony (H40)    | Scotts                     | červenec 1928   | 24. dubna 1929    | únor 1930         | Prodán do šrotu 1948.                                                                          |
| Ardent (H41)     | Scotts                     | červenec 1928   | 26. června 1929   | duben 1930        | Dne 8. června 1940 potopen poblíž Norska německými bitevními křižníky Scharnhorst a Gneisenau. |
| Arrow (H42)      | Vickers-Armstrongs, Barrow | srpen 1928      | 22. srpna 1929    | duben 1930        | Dne 4. srpna 1943 v Alžíru těžce poškozen výbuchem muniční lodě SS Fort La Montee. Neopraven.  |
| Saguenay (D79)   | Thornycroft                | září 1929       | 11. července 1930 | květen 1931       | Roku 1943 poškozen při kolizi, dále využíván ve výcviku.                                       |
| Skeena (D59)     | Thornycroft                | říjen 1929      | 10. října 1930    | červen 1931       | Dne 25. října 1944 ztroskotal u pobřeží Islandu.                                               |

## Konstrukce

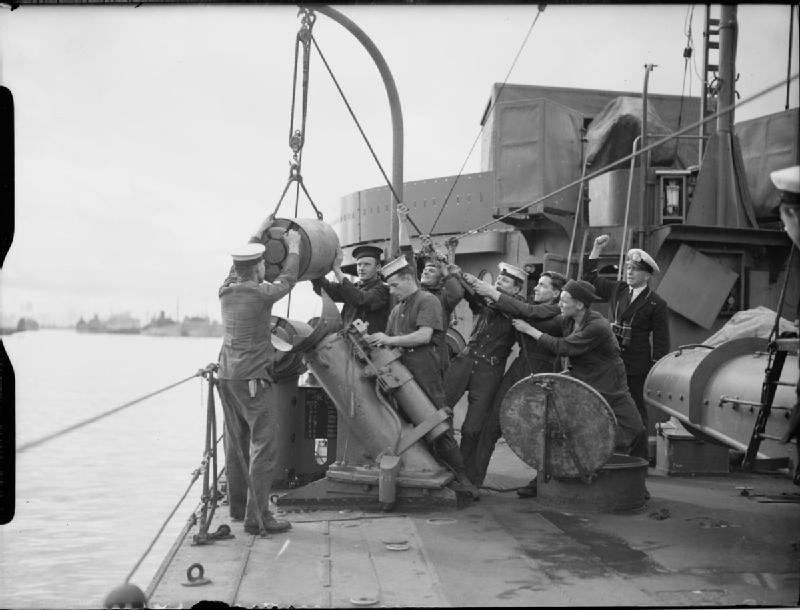
Posádka torpédoborce HMS Anthony manipuluje s hlubinnou pumou

Konstrukčně třída navazovala na torpédoborec Amazon. Torpédoborce třídy A po dokončení nesly čtyři 120mm kanóny QF Mk.IX, umístěné v jednodělových věžích. Protiletadlovou výzbroj tvořily dva 40mm kanóny. Nesly dva čtyřhlavňové 533mm torpédomety. Pohonný systém tvořily tři kotle a dvě parní turbíny o výkonu 34 000 hp. Nejvyšší rychlost dosahovala 35,25 uzlu. Dosah byl 4800 námořních mil při rychlosti 15 uzlů.

### Modifikace

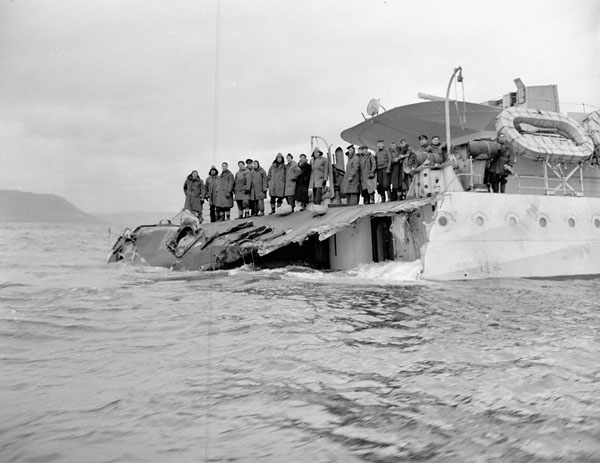
Kolizí poškozený kanadský torpédoborec HMCS Saguenay

Kanadská plavidla byla upravena pro operace v severním Atlantiku. Jejich trup byl zesílen a rozšířen, aby případná námraza neohrozila stabilitu plavidel. Jejich pohonný systém měl výkon 32 000 hp a rychlost mírně klesla na 35 uzlů. Jejich dosah byl 5000 námořních mil při rychlosti 15 uzlů.
Během války byla zejména posilována protiponorková a lehká výzbroj plavidel, přičemž byla zeslabována hlavní výzbroj 120mm kanónů a torpédometů. Torpédoborce byly vybaveny sonarem a dalšími detekčními systémy. Například torpédoborec Active v lednu 1946 nesl dva 120mm kanóny, dva 57mm kanóny, osm 20mm kanónů Oerlikon, čtyřhlavńový 533mm torpédomet, jeden salvový vrhač hlubinných pum Hedgehog, dále čtyři vrhače a jeden spouštěč hlubinných pum. Vybaven byl radary typů 271 a 291 a sonarem typu 144.

## Operační služba
Za druhé světové války bylo ztraceno šest jednotek této třídy. Acheron se potopil na mině. Torpédoborce Ardent a Acasta potopily německé bitevní křižníky Scharnhorst a Gneisenau. Achates byl potopen v roce 1942 v Barentsově moři těžkými křižníky Admiral Hipper a Lützow. Arrow byl v Alžíru těžce poškozen výbuchem nedaleko kotvící lodě SS Fort La Montee. Nakonec byl odepsán jako totální ztráta. Kanadský torpédoborec Skeena v roce 1944 ztroskotal u pobřeží Islandu. Zbylé lodě byly vyřazeny nedlouho po skončení války.